# Bugallon
Bugallon è una municipalità di terza classe delle Filippine, situata nella Provincia di Pangasinan, nella regione di Ilocos.
Bugallon è formata da 24 baranggay:
- Angarian
- Asinan
- Banaga
- Bacabac
- Bolaoen
- Buenlag
- Cabayaoasan
- Cayanga
- Gueset
- Hacienda
- Laguit Centro
- Laguit Padilla

- Magtaking
- Pangascasan
- Pantal
- Poblacion
- Polong
- Portic
- Salasa
- Salomague Norte
- Salomague Sur
- Samat
- San Francisco
- Umanday